# غوانغهاي ملك جوسون المخلوع
الأمير غوانغهاي (ولد في1574 ومات في 7 أغسطس 1641 , حكم من 1608 إلى 1623) هو الملك الخامس عشر لمملكة جوسون . هو ابن الملك سونجو وأخ الأمير العظيم وونجونغ وعم الملك إنجو . اسمه الشخصي هو إي هون . تم خلع الملك بعد انقلاب، ولذلك لم يحصل على اسم معبد مثل تايجو ملك جوسون , تزوج من السيدة ريُ .

## المولد والنشأة
هو الابن الثاني للملك سونجو، والدته هي السيدة غونغ (محظية) . عندما غزت اليابان كوريا، لتهاجم إمبراطورية مينغ، تم تعيينه كولي للعهد . في حين هرب الملك إلى الحدود الشمالية من مينغ، وضع هو فروعاً للبلاط وخاض معارك دفاعية . أثناء وبعد حرب السبع سنوات (1592 - 1598) , شغل منصب الحاكم الفعلي لمملكة جوسون، يقود المعارك ويعتني بأمته المدمرة بدلاً من الملك سونجو العجوز والضعيف .
على الرغم من أن هذا جلب الهيبة له، إلا أن منصبه كان مهتزاً , حيث كان له أخ أكبر ولكن غير كفء وهو الأمير إمهاي وأخ أصغر يستحق المنصب هو الأمير العظيم يونغتشانغ والذي كان مدعوماً من الفصيل الشمالي الأصغر . ولحسن حظ الملك غوانغهاي وفاة والده المفاجئة أبعدت أخاه الأصغر الأمير العظيم يونغتشانغ عن قائمة المرشحين لوراثة العرش .

## عنف الفصيل الشمالي الأكبر
عندما مات الملك سونجو، قام بتعيين الأمير غوانغهاي كولي عهده الرسمي، وأمر مستشاريه أن يعدوا وثيقة ملكية بالأمر . وعلى العموم ليُ يونغ-غيونغ من فصيل يون الأصغر تآمر لجعل الأمير يونغتشانغ ملكاً , واكتشف رئيس الفصيل الشمالي الأكبر الأمر، تشنغ إنونغ . ليُ تم إعدامه مباشرة والأمير يونغتشانغ تم اعتقاله ومات السنة التي تليها .
بعد الحادث غوانغهاي، حاول أن يحضر مسؤولين من مختلف الخلفيات السياسية والإقليمية لبلاطه، ولكن خطته فشلت بسبب الفصيل الشمالي الأكبر بقيادة ليي إتشوم وتشنغ إنونغ . بعد ذلك بدأ الفصيل الشمالي الأكبر بتصفية البلاط من أعضاء الفصائل الأخرى، وخصوصاً الفصيل الشمالي الأصغر . في آخر الأمر في 1613 وضع الفصيل الشمالي الأكبر يدهم على على الأمير يونغتشانغ، جده كم جينام اتهم بالخيانة وتم إعدامه، في حين أرسل الأمير إلى المنفى حيث أعدم . في نفس الوقت قمع الفصيل الشمال الأكبر، الفصيل الشمالي الأصغر، وفي 1618 تم تجريد والدة الأمير يونغشانغ , الملكة إنموك من لقبها وسجنها . على العموم غوانغهاي لم يكن له القوة لإيقاف على الرغم من كونه الملك .

## الإنجازات
على الرغم من سمعته السيئة في آخر حياته، إلا أنه كان سياسياً موهوباً وواقعياً . سعى الملك لإعادة إعمار البلاد، واستعادة الوثائق . كجزء من سياسة إعادة الإعمار، كما نقح قانون الأراضي وأعاد توزيعها على الناس، أمر بإعادة بناء قصر تشانغدوك بالإضافة للعديد من القصور الأخرى . كما أنه المسؤول عن إعادة تطبيق نظام هوباي بعد إهماله لفترة طويلة .
في مجال الشؤون الخارجية، سعى الملك للتوازن بين إمبراطورية مينغ والمانشو . أدرك الملك أن جوسون لا تستطيع منافسة القوة العسكرية للمانشو، لذا حاول إبقاء علاقات جيدة معهم، في حين أن المملكة ما زالت تحت سلطان مينغ وهو ما أغضب مينغ والكوريين المتعصبين للعقائد الكونفوشيوسية . على العموم ساءت العلاقات بين مينغ والمانشو بدرجة كبيرة وهو ما أجبره على إرسال 10,000 جندي لدعم مينغ في 1619 . وعلى العموم انتهت معركة سارهو بانتصار ساحق للمانشو .خسر اللواء الكوري غانغ هونغ-رب ثلثي جيشه واستسلم لنورهس . الملك غوانغهاي تفاوض مع المانشو باستقلال للوصول للسلام معهم وعدم محاربتهم . أعاد الملك العلاقات مع اليابان في 1609 عندما أعيد فتح التجارة مع اليابان من خلال معاهدة غي، وأرسل سفراءه إلى اليابان في 1617 .
خلال عهده قام الملك بتشجيع النشر، من أجل إعادة إعمار سريعة للبلاد واستعادة السلام للمملكة . ونشرت العديد من الكتب في فترة حكمه، بما في ذلك الكتاب الطبي المشهور دونغويبوغام . أعيدت كتابة الكثير من السجلات التاريخية في هذه الفترة .
في عام 1616 قدم التبغ لكوريا لأول مرة وشاع بين العديد من الأرستقراطيين النبلاء .

## الخلع والفصل الأخير من حياته
في 1623 خلع الملك غوانغهاي من قبل الفصيل الغربي عن طريق انقلاب . احتجز أولاً في جزيرة كانغهوا ثم في جزيرة جيجو، حيث مات في 1641 . لم يكن له ضريح ملكي كبقية الملوك . دفن رفاته ورفات السيدة ريو في مكان متواضع في ناميانغجو في مقاطعة جيونجي . ووضع الفصيل الغربي إنجو كملك على البلاد، وتحالفوا مع مينغ ضد المانشو، والذي أدى لغزوتين من المانشو .

## الأسرة
- الأب : الملك سونجو (선조) .
- الأم : الرفيقة الملكية النبيلة غونغ من عشيرة كم , (공빈 김씨) .
- الزوجات والأبناء :

1. الأميرة العقيلة، منسونغ من عشيرة يو , (문성군부인 유씨 , ولدت في 1576 وماتت في 1623) ,[2][3] أنجبت :
  1. ولي العهد المخلوع (폐세자) , الابن الوحيد .
2. هونغ سو-وي (소의 홍씨) , بدون أبناء .[4]
3. يون سو-وي (소의 윤씨) ,[5] أنجبت :
  1. أميرة (الاسم غير معروف، ولدت في 1619 وماتت في 1664 , الابنة الوحيدة .
4. هو سك-وي (숙의 허씨) , بدون أبناء .[6]
5. ون سك-وي (숙의 원씨) , بدون أبناء .[7]
6. كون سك-وي (숙의 권씨) , بدون أبناء .[8]
7. إم سو-يونغ (소용 임씨) , بدون أبناء .[9]
8. جونغ سو-يونغ (소용 정씨) , بدون أبناء .
9. سن سك-ون (소원 신씨) , بدون أبناء .[10]
10. سم سك-ون (소원 심씨) , بدون أبناء .
11. سيدة القصر، السيدة جو (궁인 조씨) , بدون أبناء .
12. السيدة لي (상궁 이씨) , بدون أبناء .
13. السيدة كم غاي-شي (상궁 김씨 김개시) , بدون أبناء .[11]
14. السيدة تشوي (상궁 최씨) , بدون أبناء .

## اسمه التأبيني بعد الوفاة
- الملك تشيتشون هينغن جندوك هونغ-غونغ سنسونغ يونغسك هيم-من إنم سورين إبغ مينغسونغ غوانغريول ينغبونغ هيونبو مجونغ جنغهيوي ييتشول جانغيوي جانغهون سنجونغ سجونغ تشانغدو سنغوب عظيم كوريا .
- 체천흥운준덕홍공신성영숙흠문인무서륜입기명성광렬융봉현보무정중희예철장의장헌순정건의수정창도숭업대왕 .
- 體天興運俊德弘功神聖英肅欽文仁武敍倫立紀明誠光烈隆奉顯保懋定重熙睿哲壯毅章憲順靖建義守正彰道崇業大王 .

## الإرث
على الرغم، أن الأمير غوانغهاي هو أحد اثنين خلعوا من الحكم، ولم يحصلوا على اسم معبد ولم يعد لهم منصبهم (الآخر هو الملك يونسان , الطاغية الذي تسبب في تدهور الأمة بشكل كبير) , إلا أن الناس اعتبروه ضحية للخلافات بين الفصائل السياسية . اعتنى بشكل جيد بالمملكة على خلاف والده الملك سونجو أو من أتى بعده (الملك إنجو) , الذين تسببوا في حروب مع المانشو استمرت لسنوات . في كوريا الجنوبية يعتبر الملك غوانغهاي ملكاً عظيماً وحكيماً وليس طاغية .

## التصوير الحديث
- مسلسل جنغ إي إلهة النار (불의 여신 정이) على قناة إم بي سي (MBC) في 2013 وقام بدوره الممثلان إي سانغ يُن ونو يونغ هاك.
- مسلسل وجه الملك (왕의 얼굴) على قناة كي بي إس (KBS) في 2014 وقام بدوره الممثل سو إن غك.